# Haut-Sassandra
Haut-Sassandra é uma das 19 regiões da Costa do Marfim.

## Dados
Capital: Daloa
Área: 15 200 km²
População: 1 186 600 hab. (2002)

## Departamentos
A região de Haut-Sassandra está dividida em três departamentos:
- Daloa
- Issia
- Vavoua